# 서포초등학교 비토분교
비토초등학교는 대한민국 경상남도 사천시 서포면 비토리 30-1에 있었던 공립 초등학교이다.

## 연혁
- 1946년 3월 19일 비토공립국민학교 개교(일본인 소학교 접수)
- 1981년 3월 15일 병설유치원 개원
- 1996년 3월 1일 비토초등학교로 개칭
- 1997년 3월 1일 서포초등학교 비토분교장으로 격하
- 1999년 2월 9일 제51회 졸업식(총 921명 졸업)
- 1999년 3월 1일 폐교